# Basilique de la Visitation

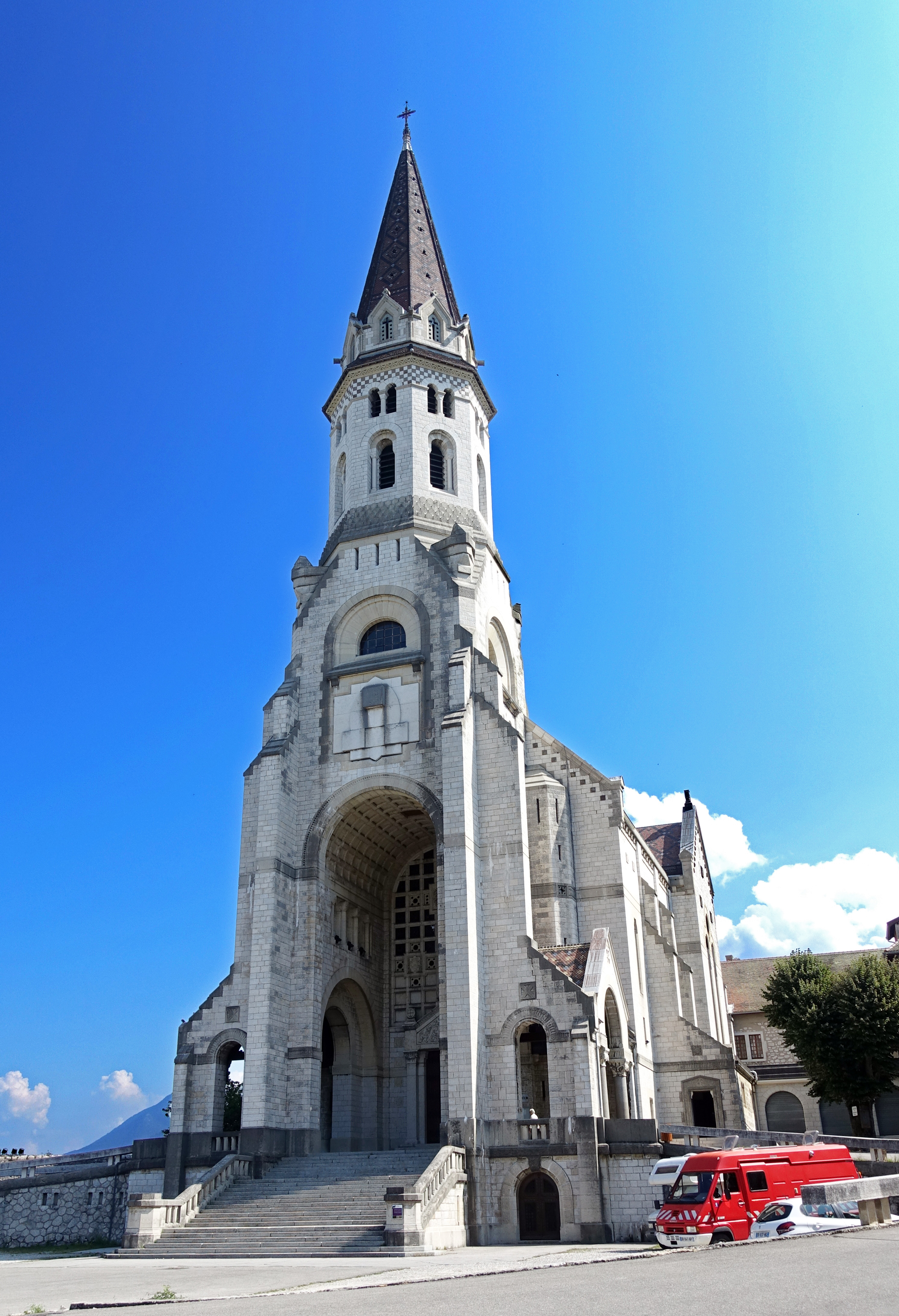
Fassade der Basilika

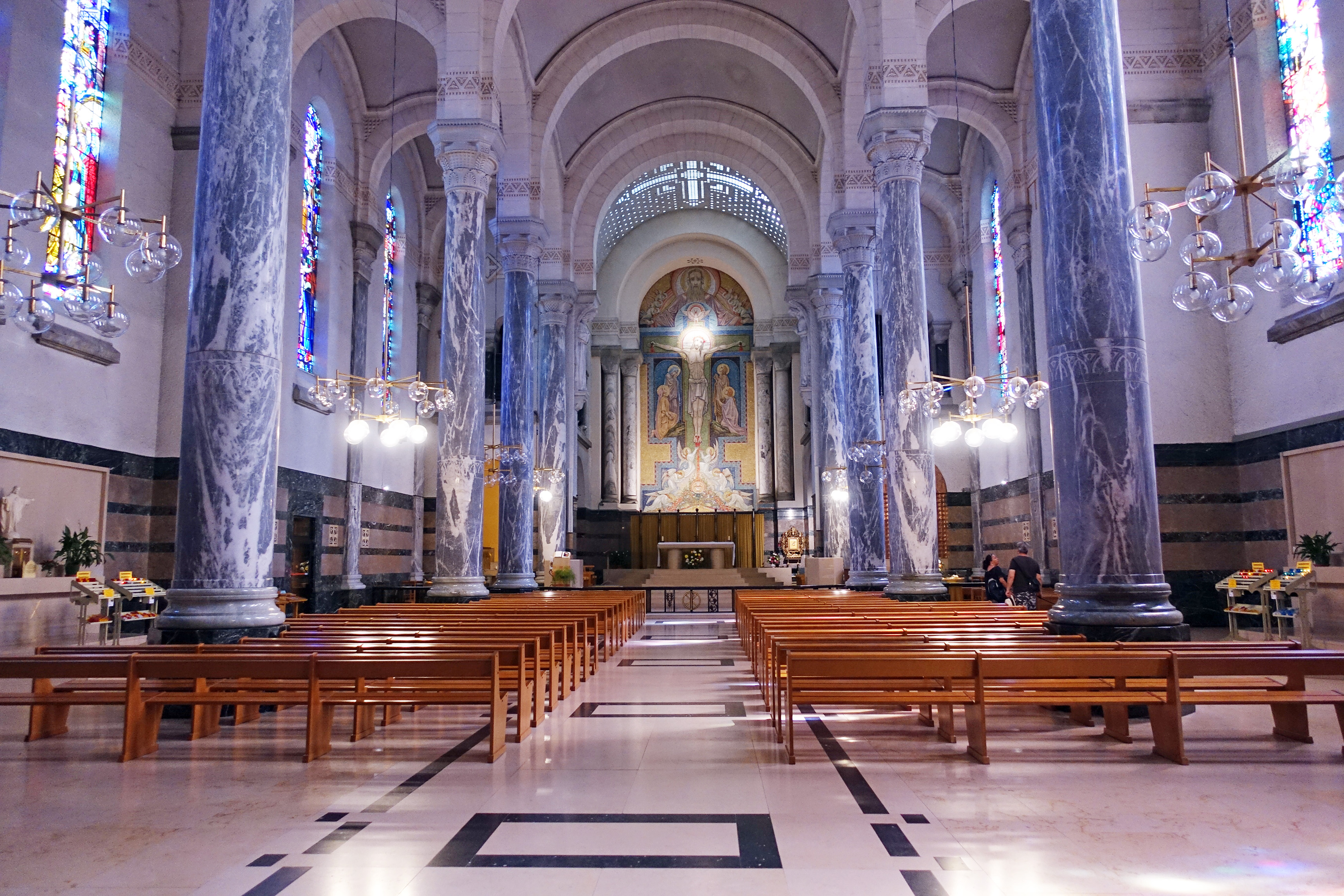
Innenraum mit Blick zum Altar

Die Basilique de la Visitation (deutsch Basilika Mariä Heimsuchung) ist eine römisch-katholische Kirche oberhalb von Annecy. Die zwischen 1922 und 1930 erbaute Basilika ist die Kapelle des Salesianerinnenklosters der Heimsuchung Mariens und der Ort der Grablegen von Franz von Sales (1567–1622) und von Johanna Franziska von Chantal (1572–1641), die in Annecy 1610 das Mutterhaus-Kloster gründeten.

## Geschichte
Das neu erbaute Nonnenkloster wurde 1911 durch die Salesianerinnen bezogen. Die zu Beginn der 1930er Jahre fertiggestellte Kapelle entstand nach einer Ausschreibung mit einem landesweiten Wettbewerb, bei dem schließlich der Architekt Alfred-Henri Recoura (1864–1940) mit den Plänen beauftragt wurde. Er entwarf eine Kirche im recht freien neuromanischen Stil. Die dreischiffige Hallenkirche ruht auf einer von Henri Adé entworfenen Krypta mit niedrigen Bögen. Die Kapelle wurde 1949 von Federico Kardinal Tedeschini geweiht. 1951 wurde sie durch Papst Pius XII. zur Basilica minor erhoben.

## Innenraum
Die Innenausstattung steht im Kontrast zum schlichten äußeren Erscheinungsbild. Die Säulen im Kirchenschiff sind aus blauem Marmor aus Savoyen, das Mosaik in der Apsis aus Email aus Venedig und Briare. Die Fenster stellen die Geschichte der Gründungsheiligen dar. Die Leichname der beiden Heiligen liegen auf den beiden Seitenschiffen in zwei vergoldeten Bronze-Sarkophagen. Zwei Christuskreuze auf zwei Altären sind das Werk des Statuenbauers Philippe Besnard (1949).

## Glockenturm
1930 wurde auch der monumentale Glockenturm in Form eines Stelzenturms fertiggestellt. Unter seiner Steinverkleidung besitzt der 72 m hohe Turm eine Struktur aus Stahlbeton und wird von einem Bronzekreuz von 7 Metern Höhe gekrönt. Er hat ein Glockenspiel von 38 Glocken mit einem Gewicht von acht Tonnen. Die größte Glocke mit dem Namen Marie Françoise wiegt vier Tonnen. Das Glockenspiel ist als historisches Denkmal eingestuft. Anlässlich des Besuchs von Papst Johannes Paul II. wurden 1986 zwei Glocken von der Glockengießerei Paccard gegossen. Die zweite von 160 Kilogramm,  Karol, wurde in das Glockenspiel der Basilika integriert.